# Johann Friedrich Struensee
Johann Friedrich Struensee (Halle, 5 agosto 1737 – Copenaghen, 28 aprile 1772) è stato un medico e politico tedesco, medico di corte del re Cristiano VII di Danimarca e ministro nel governo danese, de facto reggente della Danimarca dal 1771 al 1772.
Cercò di attuare diverse riforme, ma provocò scandalo per la sua relazione sentimentale con la regina Carolina Matilde, in modo particolare dopo la nascita di una figlia, la principessa Luisa Augusta; la vicenda fu il catalizzatore di intrighi e giochi di potere che causarono la sua rovina e la condanna a morte.

## Biografia
Laureato in Medicina presso l'Università di Halle, esercitò la professione medica nella città di Altona fino al 1768, quando diventò medico personale di Cristiano VII, re di Danimarca, affetto da sindrome depressiva e da schizofrenia.
Come medico reale, a causa della malattia del sovrano, assunse un enorme potere a corte. Il Re aveva conosciuto Struensee ad Altona, al principio del suo viaggio in Europa. Struensee poteva apparentemente gestire l'instabilità di Cristiano, con gran sollievo per i suoi consulenti, e il re sviluppò una particolare fiducia in lui.
Struensee incoraggiava il re a migliorare il suo rapporto con la moglie Carolina Matilde, la quale divenne ben consapevole che ci fosse proprio Struensee dietro i gesti del marito; fu così che iniziò a provare interesse per il medico stesso. Nel gennaio 1770, a Struensee fu assegnata una camera da letto all'interno del palazzo reale e pare che entro la primavera fosse già amante della regina. Una vaccinazione di successo contro il vaiolo del neonato principe ereditario, Federico VI di Danimarca, in maggio, aumentò ulteriormente la sua influenza.
Nel 1770, il Re si isolò ulteriormente e la sua malattia mentale divenne sempre più evidente. Sostenuto da Carolina Matilde, Struensee governò attraverso il re. Il 15 settembre 1770 il Re licenziò Bernstorff, e due giorni dopo Struensee diventò maître des requêtes (consigliere privato), consolidando il suo potere e avviando il periodo di 16 mesi generalmente indicato come l'"Epoca di Struensee".
Quando, nel corso dell'anno, il re cadde in uno stato di torpore mentale e l'autorità di Struensee divenne fondamentale: egli detenne il potere assoluto per dieci mesi, tra il 20 marzo 1771 ed il 16 gennaio 1772.
Durante questo periodo emanò non meno di 1.069 ordini di gabinetto, più di tre al giorno. Per questa ragione, fu criticato per avere un'imprudente "mania" per la riforma. Altre critiche a Struensee derivarono dal fatto di non rispettare le usanze native di danesi e norvegesi, vedendole come pregiudizi e volendo la loro eliminazione a favore di principi dell'Illuminismo.
Le riforme avviate da Struensee includevano: l'abolizione della tortura, della pena capitale per il furto, del lavoro non libero (corvée), della censura della stampa, della pratica di preferire i nobili agli uffici statali, dei privilegi nobili, delle entrate "immeritate" per i nobili, delle regole del galateo presso la corte reale, dell'aristocrazia della corte reale, del finanziamento statale dei produttori improduttivi e di alcune festività; l'introduzione di una tassa sul gioco d'azzardo e cavalli di lusso per finanziare l'assistenza infermieristica agli orfani; il divieto di commercio di schiavi nelle colonie danesi; la criminalizzazione e punizione della corruzione; la riorganizzazione delle istituzioni giudiziarie per ridurre al minimo la corruzione; l'introduzione di depositi di grano statali per bilanciare il prezzo del grano; l'assegnazione di terreni agricoli a contadini; la riorganizzazione e riduzione dell'esercito; la riforme universitarie e la riforma delle istituzioni mediche statali.
Struensee non parlava danese, dirigendo la sua attività in tedesco. Per garantirsene l'obbedienza licenziò interi staff di dipartimenti pubblici, senza pensioni o indennizzi, e sostituito con i propri intestatari. Questi nuovi funzionari erano in molti casi uomini inesperti che conoscevano poco o nulla del paese che avrebbero dovuto governare.
Il 7 luglio 1771, Carolina Matilde diede alla luce una seconda figlia, la Principessa Luisa Augusta, il cui padre era però certamente Struensee. L'accaduto suscitò notevole scalpore; la bambina veniva definita, a corte, “la petite Struensee”, anche se fu formalmente accettata come principessa.
Nel 1772 il Re fu indotto da una congiura di palazzo, guidata dalla regina vedova, la matrigna Giuliana Maria di Brunswick-Lüneburg, ed emise un ordine di arresto per la moglie e il suo amante, i quali vennero arrestati il 17 gennaio.
Carolina Matilde venne ripudiata. Lasciò la Danimarca il 28 maggio per recarsi a Celle, nei pressi di Hannover. Non rivide mai più i suoi figli.
In seguito alla confessione, estorta con la tortura, Struensee fu condannato a morte per il reato di lesa maestà e giustiziato il 28 aprile 1772: fu decapitato e il suo cadavere fu squartato ed esposto al pubblico.

## Riferimenti nella cultura
Lo scrittore svedese Per Olov Enquist trasse ispirazione dalla vita di Struensee per il romanzo Il medico di corte (Livläkarens besök), del 1999.
La sua vicenda umana e politica è narrata efficacemente nel film Royal Affair (En kongelig affære), diretto nel 2012 da Nikolaj Arcel e candidato all'Oscar al miglior film straniero nel 2013. Nel film la figura di Struensee è interpretata dall'attore danese Mads Mikkelsen.